# Pavonia montana
Pavonia montana är en malvaväxtart som beskrevs av Christian August Friedrich Garcke, Gürke. Pavonia montana ingår i släktet påfågelsmalvor, och familjen malvaväxter. Inga underarter finns listade i Catalogue of Life.